# Jürgen Schumann
Jürgen Schumann (* 29. April 1940 in Colditz; † 16. Oktober 1977 in Aden, Südjemen) war ein deutscher Pilot. Er war 1977 Flugkapitän des entführten Lufthansa-Flugzeugs Landshut und wurde von den PFLP-Terroristen ermordet.

## Leben
Schumann trat 1960 in die Luftwaffe der Bundeswehr ein. Nach der Grundausbildung im Fliegerhorst Goslar begann er seine fliegerische Laufbahn im Fliegerhorst Uetersen (heute Jürgen-Schumann-Kaserne). Nach weiterer fliegerischer Ausbildung vor allem in den USA flog er ab 1965 beim JaboG 33 auf dem Fliegerhorst Büchel den F-104 Starfighter. Nach seinem Ausscheiden 1968 als Hauptmann wurde er ziviler Pilot bei der Deutschen Lufthansa und war als solcher Kapitän der am 13. Oktober 1977 entführten Lufthansa-Maschine „Landshut“. 
Am 16. Oktober 1977 konnte er bei einer Zwischenlandung in Dubai den Behörden Informationen über die Anzahl der Entführer der „Landshut“ mitteilen. Aufgrund eines Interviews des Verteidigungsministers von Dubai (Muhammad ibn Raschid Al Maktum, seit 4. Januar 2006 Premierminister und Vizepräsident der Vereinigten Arabischen Emirate und Herrscher von Dubai) erfuhren auch die Entführer davon, woraufhin der Anführer der Geiselnehmer, Zohair Youssif Akache, den Flugkapitän im Gang niederknien ließ und drohte, ihn bei einem weiteren Vorfall zu erschießen.
Nach der Landung am 16. Oktober 1977 auf dem Flughafen Aden (damals Südjemen) auf einem Sandstreifen neben der Landebahn (da die dortige Regierung alle Landebahnen blockieren ließ und die Maschine wegen Treibstoffmangels keinen anderen Flugplatz mehr erreichen konnte) verließ Schumann mit Erlaubnis der Entführer das Flugzeug, um das Fahrwerk kontrollieren zu können. Er nutzte die Gelegenheit auch, um in einem Flughafengebäude über die Möglichkeit einer Freilassung der Geiseln zu sprechen.
Anschließend kehrte er freiwillig in die entführte Maschine zurück. An Bord wurde er von Akache im Mittelgang des Flugzeuges niedergebrüllt und mit einem gezielten Kopfschuss ermordet. Akache gab Schumann nicht die Gelegenheit, die Gründe seiner Abwesenheit zu erklären.
Schumann hinterließ seine Ehefrau Monika und zwei Söhne.

„Mein Mann war kein Held. Als Flugkapitän hatte er die alleinige Verantwortung für seine Passagiere. In dieser Verantwortung hat er gehandelt.“

## Ehrungen

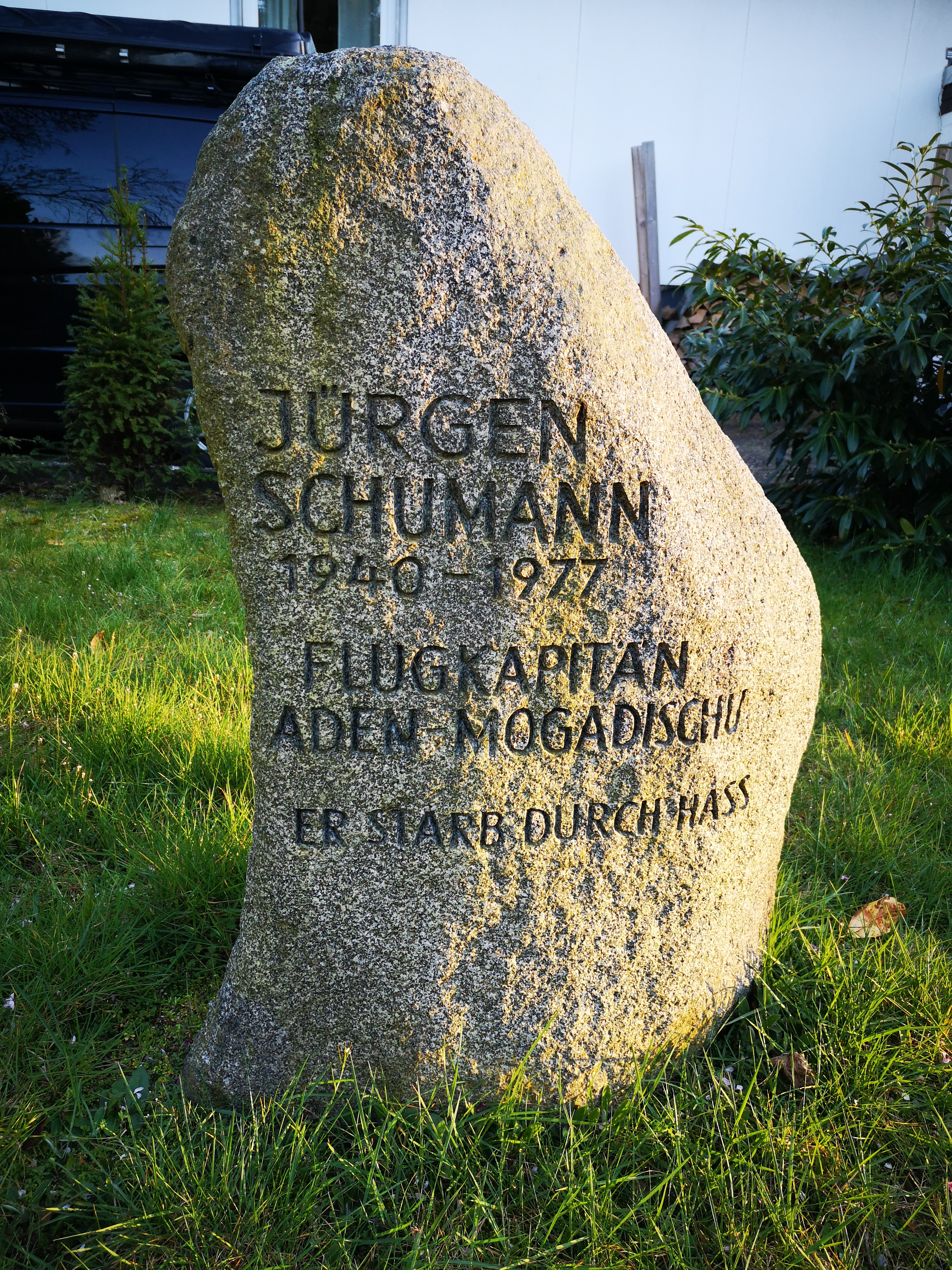
Gedenkstein in der Jürgen-Schumann-Straße in Babenhausen

Ihm zu Ehren trägt das Gebäude der Lufthansa-Verkehrsfliegerschule in Bremen seinen Namen. Beigesetzt wurde er in seinem letzten Wohnort Babenhausen in Hessen. Dort wurde auch eine Straße nach ihm benannt sowie ein Gedenkstein errichtet. In Arnoldshain (Hochtaunuskreis) wurde eine Grundschule nach dem Piloten benannt.
Auch in der Stadt Landshut, deren Namen die Lufthansa-Maschine trug, am Flughafen Berlin Brandenburg sowie in Sauensiek sind Straßen nach Jürgen Schumann benannt.
Posthum wurde Jürgen Schumann vom Bundespräsidenten Walter Scheel das Bundesverdienstkreuz 1. Klasse  verliehen. Es wurde auf Schumanns Trauerfeier am 21. Oktober 1977 vom Kopiloten der „Landshut“, Jürgen Vietor, vor dem Sarg auf einem Kissen getragen. Bei dieser  Bundesverdienstkreuz-Verleihung wurden drei Ausnahmen von der Regel zugleich gemacht: Erstens hatte der Geehrte das normalerweise geforderte Mindestalter von 40 Jahren noch nicht erreicht, zweitens war es eine Erstauszeichnung, bei der normalerweise keine Stufe höher als das Verdienstkreuz am Bande verliehen wird, und drittens war es der posthume Zeitpunkt der Verleihung selbst.
Jürgen Schumann wird von der Luftwaffe als eines von vier Vorbildern geführt – zusammen mit Ludger Hölker, Richard W. Higgins und Michael Giermeier.
Die Jürgen-Schumann-Kaserne in Appen wurde am 24. November 2021, nach langer Diskussion, nach ihm benannt.